# Hepatitis E
Die Hepatitis E ist eine virale, infektiöse Hepatitis beim Menschen, die durch humanpathogene Varianten des Hepatitis-E-Virus (HEV) verursacht wird (Spezies Paslahepevirus balayani). Besonders bei Überschwemmungen in Südostasien während der Monsunzeit kann sich Hepatitis E zu einer Epidemie entwickeln, da sie durch Wasser übertragen wird und auch im Zusammenhang mit Tieren als Reservoir des Erregers steht. In Europa ist unzureichend gegartes Schweinefleisch der hauptsächliche Infektionsweg für den Menschen. Ein Impfstoff ist in der Volksrepublik China seit April 2012 zugelassen.

## Erreger und Epidemiologie

Schemazeichnungen: Virion der Unterfamilie Orthohepevirinae in verschiedenen Ansichten

Genomkarte der Unterfamilie Orthohepevirinae

Weltweite Verbreitung der Hepatitis E-Virus-Genotypen (2014). Bei den Genotypen 1 und 2 erfolgt die fäkal-orale Übertragung von Mensch zu Mensch, bei den Genotypen 3 und 4 bilden vermutlich Schweine bzw. Schweinefleisch das Hauptübertragungsreservoir.

Der Erreger ist das Orthohepevirus A alias Hepatitis-E-Virus (HEV). Es handelt sich um ein unbehülltes Einzel(+)-Strang-RNA-Virus von 32–34 nm Größe. Früher der Familie Caliciviridae zugeordnet, wird es inzwischen in die Familie der Hepeviridae eingeteilt. Mehrere humanpathogene Subtypen des HEV sind beschrieben worden. Die Erkrankung tritt meist in anikterischer Form auf und wurde erstmals 1980 in Indien entdeckt.
Die frühere Gattung Hepevirus wurde vom International Committee on Taxonomy of Viruses (ICTV) zunächst in die Gattung Orthohepevirus, dann in die Unterfamilie Orthohepevirinae umbenannt und neu aufgeteilt. In der neuen Unterfamilie sind neben der Spezies Paslahepevirus balayani (früher Orthohepevirus A) mit 8 Genotypen (1a bis 8a) noch weitere Gattungen und Spezies, nämlich
P. alci, Avihepevirus magniiecur und A. egretti (früher Orthohepevirus B, Aviäre Hepatitis-E-Viren, AHEV, befallen Hühner bzw. Seidenreiher),
Rocahepevirus	ratti (früher Orthohepevirus C, befällt Ratten, Waldmäuse, Iltisse und die Moschusspitzmaus),
R. eothenomi (befällt Wühlmäuse der Tribus Arvicolini), und
Chirohepevirus (früher Orthohepevirus D, mit Ch. eptesici, Ch. rhinolophi, Ch. desmodi, befallen Fledermäuse) zu finden.
Nicht-Landwirbeltiere (bisher nur Fische) sind dagegen Wirte von mindestens einer weiteren Gattung aus der Familie Hepeviridae (Spezies Piscihepevirus heenan aus der Schwester-Unterfamilie Parahepevirinae, Wirt: Cutthroat-Forelle).
Bereits nach der Einrichtung der Orthohepevirus-Spezies A bis D wurden auch die Genotypen neu benannt, die neuen Typen 1a bis 8a gehören zur Spezies Paslahepevirus balayani (früher Orthohepevirus A). Zuvor waren 5 Genotypen bekannt, verstreut über die Spezies, mit den humanpathogen Typen 1 bis 4 (zu Orthohepevirus A) und dem aviären (nur bei Vögeln vorkommenden) Typ 5 (zu Orthohepevirus B).
Die weltweite Verteilung der Genotypen ist unterschiedlich. In Europa wird überwiegend der Genotyp 3 gefunden. Für die verschiedenen HEV-Genotypen bestehen unterschiedliche Erregerreservoire. Die Genotypen 1 und 2 werden ganz überwiegend nur von Mensch zu Mensch übertragen. Typischerweise finden sich daher Infektionen mit diesen Genotypen in Ländern mit schlechter Trinkwasserhygiene. In Mitteleuropa diagnostizierte HEV-Genotyp 1/2-Fälle sind überwiegend aus südlichen Ländern importierte Infektionen.
Die HEV-Genotypen 3 und 4 konnten wiederholt bei Tieren nachgewiesen werden, insbesondere bei Hausschweinen und Wildschweinen sowie in Schweinefleisch. Die Übertragung auf den Menschen auf diesem Weg ist die vermutete Hauptinfektionsquelle in den Industrienationen. Damit kann die HEV Genotyp 3/4-Infektion als Zoonose bezeichnet werden.
Das Robert Koch-Institut ermittelte für Deutschland eine HEV-Antikörper-Prävalenz von 16,8 %, d. h. 16,8 % der Untersuchten hatten Antikörper gegen das Virus, was auf einen früheren Kontakt hindeutet. Da die meisten HEV-Infektionen ohne wesentliche Symptome, d. h. klinisch inapparent, verlaufen, kann man aus diesen Zahlen auf etwa 320.000 HEV-Infektionen jährlich in Deutschland schließen. Die in Frankreich, Deutschland und UK gemeldeten Fallzahlen haben sich in den letzten zehn Jahren verzehnfacht, mit insgesamt 21.000 Fällen in diesem Zeitraum.
Nach Infektion bleiben die Antikörper jahrelang nachweisbar. Ob eine lebenslange Immunität besteht ist unklar.
Zu den Risikogruppen, bei denen ein Hepatitis-E-Virus mit erhöhter Wahrscheinlichkeit eine Hepatitis-E-Erkrankung auslöst, zählen Menschen mit einer akuten oder chronischen Immunschwäche sowie durch mehrere Vorerkrankungen immungeschwächte Menschen. Menschen, die zu diesen Risikogruppen gehören, rät das Bundesinstitut für Risikobewertung (BfR) von dem Konsum roher, kurzgereifter und luftgetrockneter Haus- und Wildschweinerzeugnisse wie Mett, frischer Mettwurst sowie nicht mindestens auf 70 °C erhitzten Haus- und Wildschweinfleisches ab. Bei Temperaturen über 70 °C werden die Viren in aller Regel inaktiviert bzw. zerstört.
In Schweinelebern und insbesondere Schweinefleischerzeugnissen wie Leberwurst wurden 2019/2020 in signifikant vielen Stichproben aus Süd- und Westdeutschland, Belgien, den Niederlanden und Österreich relevante Mengen von Hepatitis-E-Virus-RNA nachgewiesen. Die Originalautoren der entsprechenden Studie der Universität Tübingen gehen davon aus, dass seit ca. 2009 die Hepatitis-E-Prävalenz „relativ unverändert und sehr hoch ist“.
Bisher konnte in dem in Deutschland vertriebenen Rindfleisch keine verbreitete Belastung mit Hepatitis-E-Viren festgestellt werden.
Eine HEV-Übertragung ist auch durch Transfusionen oder Transplantationen möglich, wenn beim Spender zum Zeitpunkt der Entnahme eine Virämie bestand. Zur Vermeidung einer HEV-Übertragung werden daher seit 2021 in Deutschland auf Anordnung des Paul-Ehrlich-Instituts alle Blutspenden mittels NAT auf das Vorliegen von HEV-Genom untersucht.
Eine großangelegte, auf China beschränkte Studie wies zudem die Belastung des Trinkwassers mit Hepatitis E nach. In Deutschland werden regelmäßig Proben aus Trinkwasserreservoirs auf Hepatitis-E-Viren untersucht, um einer Ausbreitung über das Trinkwasser vorzubeugen. In Europa stellt das Trinkwasser keinen Übertragungsweg dar.

## Vorkommen
Die Hepatitis E ist die zweithäufigste Hepatitis in Nordafrika und Vorderasien, speziell im Sudan und Irak. Die Zahl der Hepatitis-E-Fälle stieg in den letzten Jahren an.
2007 und 2008 waren die Mehrzahl der Neuerkrankungen in Deutschland durch in Deutschland heimische Virusstämme verursacht.
In den Industrieländern stellen Schweine- und Wildpopulationen das Hauptreservoir dar. Auch Muscheln können das Virus enthalten.
Die beim RKI für Deutschland gemeldeten Fallzahlen haben sich seit dem Jahr 2005 folgendermaßen entwickelt:
| Jahr | gemeldete Fallzahlen |
| ---- | -------------------- |
| 2005 | 54                   |
| 2006 | 51                   |
| 2007 | 73                   |
| 2008 | 104                  |
| 2009 | 108                  |
| 2010 | 221                  |
| 2011 | 238                  |
| 2012 | 338                  |
| 2013 | 442                  |
| 2014 | 661                  |
| 2015 | 1264                 |
| 2016 | 1983                 |
| 2017 | 2951                 |
| 2018 | 3400                 |
| 2019 | 3728                 |
| 2020 | 3227                 |
| 2021 | 3078                 |
| 2022 | 3511                 |
| 2023 | 4658                 |
| 2024 | 4696                 |

## Übertragung
Die Übertragung ist durch Genuss von nicht durchgekochtem Fleisch (Hausschwein, Wildschwein oder Hirsch), per Kontaktinfektion beziehungsweise Schmierinfektion fäkal-oral von infizierten Personen und in vielen Ländern über das Wasser möglich. Die Transmission von Person zu Person mittels Tröpfcheninfektion ist nicht nachgewiesen.
In Deutschland werden auf Anordnung des Paul-Ehrlich-Instituts seit Januar 2020 Blutspenden verbindlich auf Hepatitis E getestet und nur HEV-freie Präparate freigegeben.

## Klinischer Verlauf
Die Erkrankung hat eine Inkubationszeit von 30 bis 40 Tagen und ist klinisch nicht von der Hepatitis A zu unterscheiden. Sie ist jedoch schwerer im Verlauf, in 0,5 bis 4 % der Fälle sogar tödlich. Besonders Schwangere sollten nicht in Endemiegebiete reisen, da eine Infektion während der Schwangerschaft mit einer Sterblichkeit von rund 25 % bei der werdenden Mutter verbunden ist. Nach Organtransplantation kann die Hepatitis E in eine chronische Verlaufsform übergehen und zur Leberzirrhose führen.

## Therapie
Da die Erkrankung in der Regel selbstlimitiertend ist, beschränkt sich die Therapie meist auf symptomatisch-unterstützende Maßnahmen. Eine Ausnahme bilden Patienten mit geschwächtem Immunsystem, die häufig nicht in der Lage sind, das Virus gewissermaßen aus eigener Kraft zu eliminieren, so dass es zur Chronifizierung der Erkrankung kommt. In diesen Fällen ist es häufig sinnvoll, einen Therapieversuch mit Ribavirin zu unternehmen. Ribavirin ist für diese Anwendung nicht zugelassen (Stand 2021). Daher sollte vor Therapiebeginn eine Kostenerstattung bei der Krankenkasse beantragt werden.

## Impfung
Ein Impfstoff befand sich seit dem Jahr 2001 in klinischer Erprobung. Die Effektivität konnte im März 2007 in einer Phase-2-Studie, die in Nepal durchgeführt wurde, nachgewiesen werden. 2010 konnte in einer chinesischen Studie mit 56.302 Geimpften und einer ebenso großen Kontrollgruppe statistisch signifikant die Wirkung des Impfstoffs nachgewiesen werden. Von den geimpften Personen erkrankte in zwölf Monaten niemand an der Erkrankung, während 15 Personen der Kontrollgruppe erkrankten. Der Impfstoff erhielt als HEV 239 in der Volksrepublik China im April 2012 die Zulassung.

## Meldepflicht
In Deutschland ist jede akute Virushepatitis (also auch akute Hepatitis E) gemäß § 6 Infektionsschutzgesetz (IfSG) namentlich meldepflichtig. Dies betrifft den Verdacht einer Erkrankung, die Erkrankung sowie den Tod. Zudem ist auch jeder direkte oder indirekte Nachweis des Hepatitis-E-Virus nach § 7 IfSG namentlich meldepflichtig, soweit der Nachweis auf eine akute Infektion hinweisen. Die erste Meldepflicht betrifft vor allem die feststellenden Ärzte, die zweite vor allem die Leitungen von Laboren (§ 8 IfSG).
In Österreich sind nach § 1 Absatz 1 Nummer 1 Epidemiegesetz 1950 Verdachts-, Erkrankungs- und Todesfälle an infektiöser Hepatitis (Hepatitis A, B, C, D, E), also auch an Hepatitis E, anzeigepflichtig. Zur Anzeige verpflichtet sind unter anderem Ärzte und Labore (§ 3 Epidemiegesetz 1950).
Auch in der Schweiz unterliegt Hepatitis E der Meldepflicht und zwar nach dem Epidemiengesetz (EpG) in Verbindung mit der Epidemienverordnung und Anhang 1 der Verordnung des EDI über die Meldung von Beobachtungen übertragbarer Krankheiten des Menschen. Meldekriterium für diese Meldung durch Ärzte, Spitäler usw. ist ein positiver laboranalytischer Befund. Ein positiver laboranalytischer Befund bei PCR-Analyse oder ein negativer laboranalytischer Befund für das Hepatitis-E-Virus ist von Laboratorien nach Anhang 3 der oben genannten Verordnung des EDI zu melden.

## Forschungsgeschichte
Die Hepatitis E wurde 1980 erstmalig von der Hepatitis A als eigenständige Erkrankung abgegrenzt. 1983 wies der sowjetische Virologe Michail Balayan das Virus unter dem Elektronenmikroskop nach, nachdem er sich in einem Freiwilligenversuch selbst damit infiziert hatte. Die Benennung des Virus als Hepatitis-E-Virus erfolgte nach der Entschlüsselung des Virusgenoms zum Anfang der 1990er.